# Moreton, Dorset
Moreton är en ort och civil parish i Storbritannien.   Den ligger i kommunen Dorset och riksdelen England, i den södra delen av landet, 180 km sydväst om huvudstaden London. Moreton ligger 31 meter över havet och antalet invånare är 373.
Terrängen runt Moreton är platt. Runt Moreton är det ganska tätbefolkat, med 108 invånare per kvadratkilometer. Närmaste större samhälle är Weymouth, 15,6 km sydväst om Moreton. Trakten runt Moreton består till största delen av jordbruksmark.